# Tourguinovo
Tourguinovo (en russe : Тургиново) est un village de la région de Tver en Russie qui est le chef-lieu administratif de la commune rurale de Tourguinovo. Il se trouve à 45 km au sud de Tver sur la rive gauche de la rivière Chocha. Il comptait 590 habitants au recensement de 2010, en baisse par rapport à celui de 2002 (872 habitants). Il fait partie du raïon de Kalinine.

## Historique
Le lieu commence à être mentionné par écrit au XVIe siècle, comme appartenant aux domaines du prince Semion Glinsky. Le village se forme à partir de 1628 lorsque l'on y construit une église. Au XVIIe siècle il appartient au boyard Ivan Romanov (années 1560-1640), oncle du tsar Michel Romanov, qui était surnommé « Kacha » (gruau). Celui-ci n'ayant pas d'héritiers, le village passe à sa mort à la couronne. Fédor III en fait don à sa belle-mère Domna Apraxine et à ses enfants. Le village appartient au XIXe siècle à la famille des Nepliouïev qui descendent d'un ancêtre des Romanov, le boyard Andreï Kobyla. 
Le village comptait 162 foyers en 1710, à l'époque où il était en possession du stolnik Pierre Apraxine.
Une briqueterie y était en activité, jusqu'à la révolution de 1917, ainsi qu'une beurrerie et une fabrique de teinturerie. On y trouvait une école paroissiale et un petit hôpital de campagne. De petits commerçants tenaient boutique autour de la place du village, où se trouve l'église, et de petits entrepôts qui existent toujours. On y conservait le lin, l'orge, le seigle, les pommes de terre et les légumes.
Après la collectivisation des campagnes, Tourguinovo devient le centre administratif du kolkhoze
Kirov. C'est le théâtre d'événements sanglants au moment de la bataille de Moscou, lorsque la Wehrmacht s'approche de la capitale. Des éléments affaiblis de la 107e division de fusiliers motorisés se trouvaient aux abords du village, lorsque l'armée allemande fait irruption le 14 novembre 1941. Celle-ci occupe le village pendant un mois et demi, brûle dans les environs neuf villages, cent cinquante-deux fermes, vingt-sept écoles, deux hôpitaux, fusille ou fait pendre soixante-seize personnes innocentes. Elles sont enterrées sous le monument commémoratif de la place centrale, aux côtés de deux cent soixante-seize soldats soviétiques morts au combat, lorsque le village a été libéré le 18 décembre 1941 par la 185e division de tirailleurs de la 30e armée du front de l'Ouest.
Le kolkhoze, qui comprend cinq village environnants, retrouve une certaine prospérité après-guerre et devient même un exemple pour d'autres kolkhozes de la région. Un pont est construit sur la Chocha, la route principale menant à Tver est asphaltée, et des fabriques, dont une filature, sont ouvertes. Tout s'effondre à la fin des années 1980, lorsque l'économie de l'URSS s'effondre elle-même.
Le village a retrouvé une nouvelle prospérité à partir des années 2000, se trouvant proche de Moscou. De nouveaux magasins et une filiale de la Sberbank y ont ouvert.

## Architecture

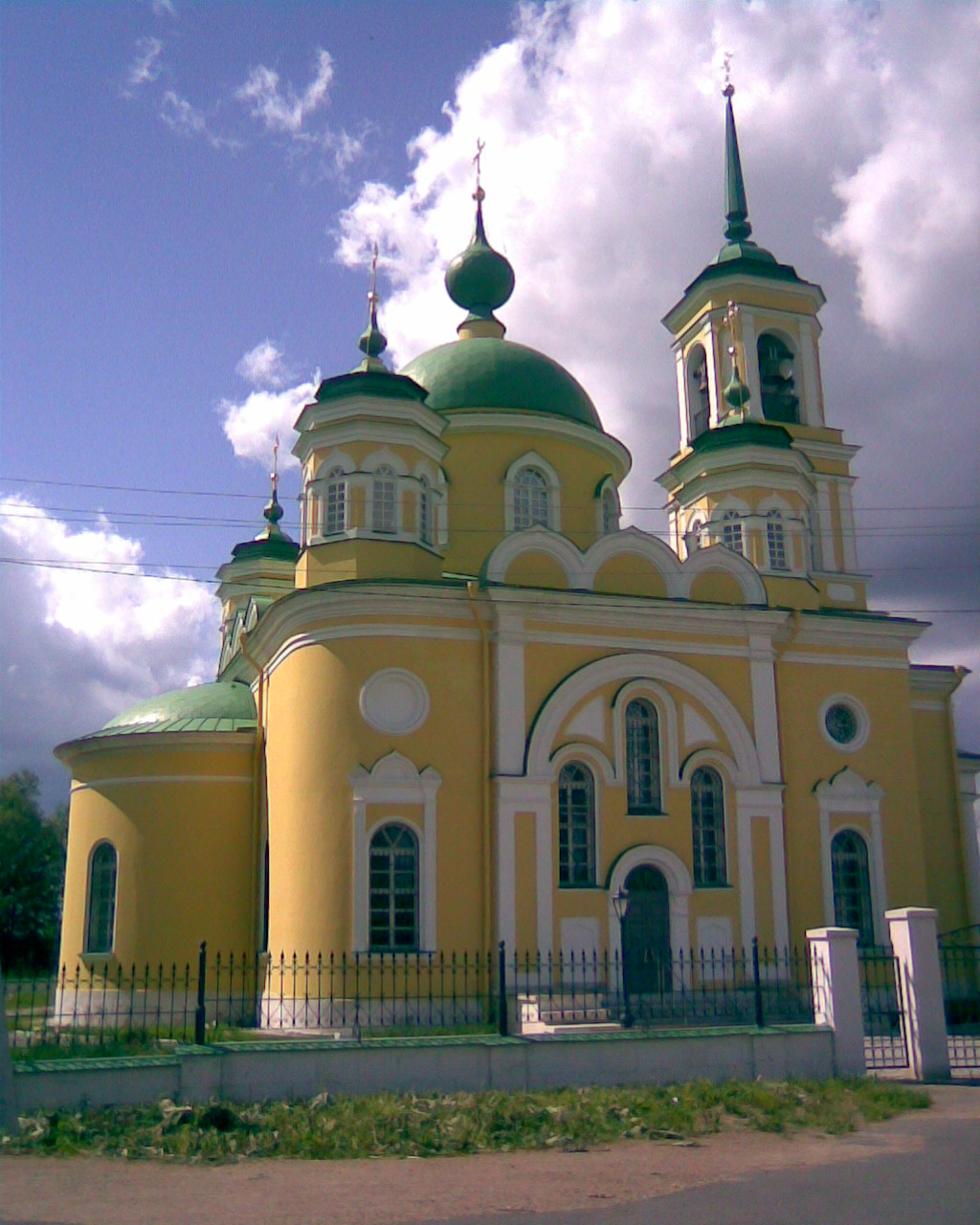
Vue de l'église de Tourguinovo

Le village est connu pour son église construite en 1835 sur les fonds d'Ivan Nikolaïevitch Nepliouïev, noble propriétaire de Tourguinovo. Elle est consacrée à l'Intercession de la Vierge et remplace l'ancienne église de bois consacrée à saint Nikita (ou Nicétas en français vieilli). L'église a été agrandie en 1876-1886. C'est ici qu'ont été baptisés en 1911 les futurs parents de Vladimir Poutine.
L'église est fermée par les autorités en 1935 et transformée en club de village. Les coupoles sont arasées ainsi que le haut du clocher et l'intérieur est divisé en deux étages. Cependant des éléments des fresques typiques du style académique de la seconde moitié du XIXe siècle sont conservés, en particulier un portement de Croix et une fresque représentant la fille du Pharaon trouvant le nourrisson Moïse, au bord de l'eau. Ses fresques ont été composées en s'inspirant de gravures de Julius Schnorr von Carolsfeld. Il existe encore sur le mur ouest des fresques illustrant les Évangiles, ou des épisodes bibliques comme le Jugement de Salomon. Toutes ses œuvres avaient été enduites et recouvertes légèrement par le dernier staroste (marguillier), afin de les préserver de la destruction. L'église rouvre en septembre 1945 et elle est rendue au culte. Elle a été restaurée et rouverte en octobre 2007 et son mobilier ou ses icônes, dont certaines avaient été conservées par les habitants, ont été rendus en partie.
La grand-mère paternelle de Vladimir Poutine est enterrée au cimetière du village. Celui-ci s'est rendu à la cérémonie du Noël orthodoxe du 6 janvier 2011 à l'église du village, sur le lieu de ses ancêtres qui s'y étaient installés au XVIIe siècle, lorsque Tourguinovo s'est construit. Il est venu à plusieurs reprises à Tourguinovo.